# Автобан A98 (Німеччина)
Федеральний автобан A98 (A98, нім. Bundesautobahn 98)  — німецька автомагістраль на крайньому півдні Баден-Вюртемберга, яка була завершена лише на чотирьох ділянках загальною довжиною 47 кілометрів. В даний час вона пролягає між розв'язкою автобану Вайль-ам-Рейн і Райнфельден-Схід, Мург і Гауенштайн, Вальдсхут-Тінген і Лаухрінген, а також між розв'язкою автобану Хегау і розв'язкою Штокках-Схід. Решта ділянок між Райнфельденом і Тінгеном будуються або плануються, раніше заплановане продовження до A8 біля Іршенберга більше не здійснюється (спочатку запланована ділянка на південь від Кемптена була пронумерована як A980); ані сполучення в Гайслінген через швейцарську A50 у Глатфельдені у напрямку Вінтертура або до A51 до Цюриху. З іншого боку, підключення до французької автомагістралі A35 обговорюється як ідея ще одного мосту через Рейн і частини великої об’їзної дороги Базеля з прямим сполученням з Євроаеропортом, але це ще не на стадії планування.